# Lacul Rodeanu
Lacul Rodeanu (sau Rudianu, numit și Glodeanu) este un lac cu apă sărată aflat pe teritoriul comunei Jilavele, județul Ialomița. Lacul are o formă circulară cu diametrul de cca. 1,1 km, iar adâncimea variază între 0,2 - 1,5 m.
A fost declarat arie naturală protejată (51 ha) prin Legea 5/2007.